# Ербалуче

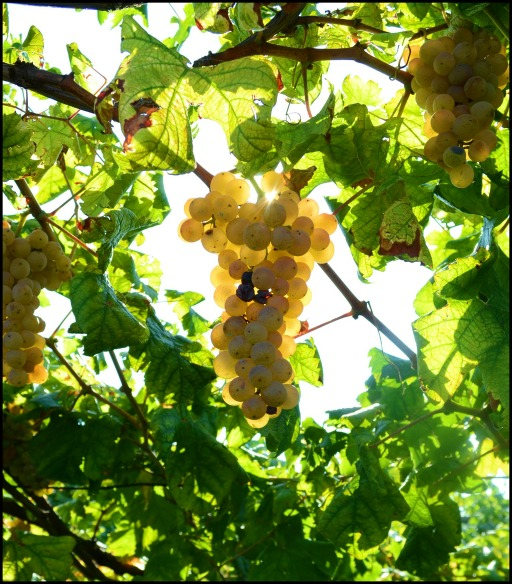
Гроно ербалуче

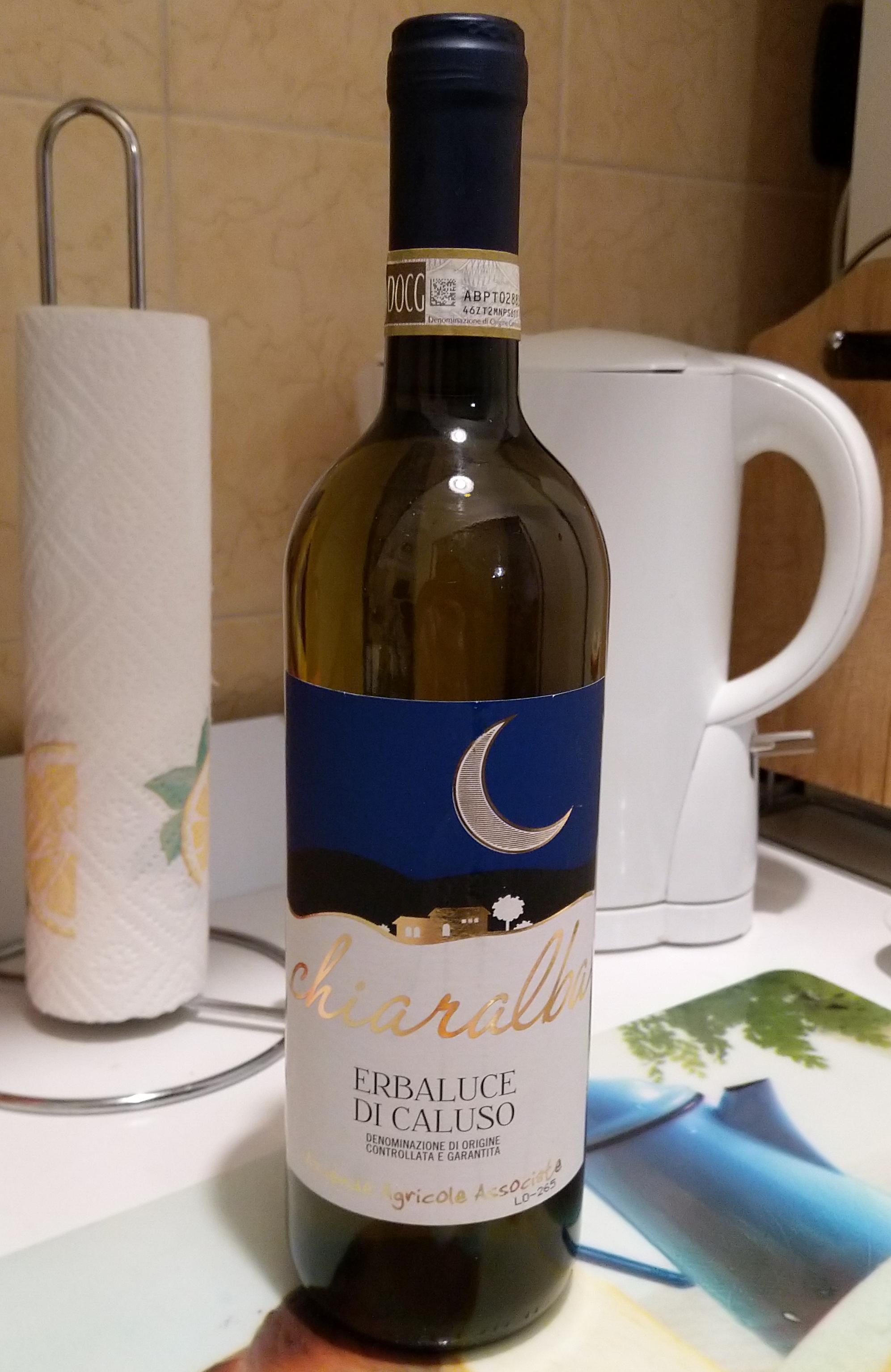
Вино з ербалуче

Ербалуче (італ. Erbaluce) — технічний сорт білого винограду з Італії.

## Історія
Перша письмова згадка датується початком 1606 року.

## Розповсюдження
Сорт автохтонний для півночі П'ємонту, здебільшого вирощується навколо муніципалітету Калузо. Також є виноградники у Ломбардії.

## Характеристики сорту
Врожайність досить нерегулярна, високі врожаї бувають рідко. Може пошкоджуватись весняними заморозками. Нестійкий до борошнистої роси.

### Ботанічний опис
Вусики роздвоєні або трійчасті, довгі, тонкі, зелені. Суцвіття «крилате», подовжене (18-20 см завдовжки). Квітка куляста, жовтуватого кольору, двостатева. Лист середнього розміру або більше, п'ятилопатевий, із закритою пазухою черешка. Черешок середньої довжини, зелений. Осінній колір листя жовтуватий. Гроно промислової зрілості середнього розміру, або більше, циліндричне або циліндро-конічне (довжиною 20-25 см), з одним або двома «крилами», помірно компактне. Досить довгий напівздерев'янілий квітконос. Здерев'янілий пагін міцний, із середньою довжиною або довгими міжвузлями. Середня кількість суцвіть на пагоні — від одного до двох.
Ягода середнього розміру або менше (діаметром близько 1 см), сферичної форми (іноді деформована внаслідок стиснення), жовто-бурштинового кольору, який іноді стає рожевим на сонячній стороні. Шкірка середньої товщини й більше, вкрита шаром кутину, прозора. Хрустка м'якоть, не дуже соковита, з простим, але особливим, приємним смаком. Виноградних кісточок переважно три на ягоду, вони досить маленькі, з тонким «дзьобом»..

## Характеристики вина
З ербалуче виробляють сухі вина, також ігристі або десертні вина методом «пасіто». З цього сорту можуть вироблятись вина найвищої категорії якості — DOCG. Сухе вино блідо-жовтого кольору, з ароматом фруктів. Смак легкий, фруктовий, з переважанням ноти яблука. Вживається з легкими закусками, стравами з риби та морепродуктів, м'якими сирами.